# Hapoel Be'er Sheva
Hapoel Be'er Sheva este un club de fotbal israelian din Beer Șeva din regiunea Negev,în sudul țării. A fost fondată în 1949 de fostul jucător de fotbal Zalman Caspi, în 1950 a fost atașat asociației sportive israeliene Hapoel. Clubul a fost achiziționat și este administrat de femeia de afaceri  Alona Barkat din 2007, care ocupă rolul de proprietar al clubului. Clubul include, de asemenea, echipe de tineret, băieți și copii, și o școală de fotbal. Clubul joacă cu un tricou cu dungi roșii și albe. În prezent joacă în Ligat ha'Al, prima divizie națională. Și-a jucat meciurile de acasă pe Toto Turner Stadium din septembrie 2015, care are o capacitate de 16.126 de spectatori. Clubul are douăsprezece mii de abonați.
S-a ridicat în topul fotbalului israelian pentru prima dată în sezonul 1964-1965. A obținut primul său titlu de ligă în sezonul 1974-1975. Cea mai bună participare a sa în Europa a fost în sezonul 2016-2017, unde a reușit să avanseze pe locul doi până la runda de 32 a UEFA Europa League. A fost prima echipă israeliană care a participat la o competiție europeană împreună cu Beitar Ierusalim în sezonul 1976 și prima care a participat în Cupa UEFA în sezonul 1994-1995, iar următorul sezon împreună cu Hapoel Tel Aviv.

### Coeficientul UEFA
Coeficientul UEFA este utilizat la tragerea la sorți a competițiilor continentale organizate de Uniunea Asociațiilor Europene de Fotbal. Pe baza performanței cluburilor la nivel european timp de cinci sezoane, acest coeficient este calculat folosind un sistem de puncte și este stabilit un clasament. La sfârșitul sezonului 2018-2019, Be'er Sheva se afla pe locul o sută nouă.
| Rang | Club               | Coeficient |
| ---- | ------------------ | ---------- |
| 91   | Southampton FC     | 15.499     |
| 92   | West Ham United    | 15.499     |
| 93   | Hapoel Be'er Sheva | 14.500     |
| 16   | Zorya Luhansk      | 14.000     |
| 17   | 1899 Hoffenheim    | 14.000     |

## Palmares și statistici

### Titluri și trofee
| Campionatele Naționale | Cupele Naționale | Competiții internaționale                |
| - Ligat ha'Al (5) : - Campioni : 1975, 1976, 2016, 2017, 2018. - Vice-campioni : 2014. - Liga Leumit (3) : - Campioni : 1965, 1971, 2000. - Vice-campioni : 1964. | - Cupa Israelului (3) : - Câștigători : 1997, 2020, 2022 - Finalistă : 1984, 2003, 2015. - Cupa Toto Al (3) : - Câștigători : 1989, 1996, 2017. - Finalistă : 1986, 2013. - Cupa Toto Leuimit (1) : - Câștigători : 2009. - Finalistă : 2006. - Supercupa Israelului (4) : - Câștigători : 1975, 2016, 2017, 2022. - Finalistă : 1976, 2018, 2020. | - Europa League : - 16-zecimi (1) - 2017 |

## Jucători notabili
| Israel - Shalom Avitan - Barak Badash - Ilan Bakhar - Meir Barad - Elyaniv Barda - Yossi Benayoun - Dedi Ben Dayan - Shai Biruk - Shimon Biton - Gil Blumstein - Elad Bounfeld - Ya'akov Cohen - Efraim Davidi - Kfir Edri - Stav Elimelech - Ofir Haim - Tomer Haliva - Gadi Hazut - Shlomo Illuz - Alon Mizrahi - Uri Malmilian - Erez Mesika - Roni Moskovitch - Avraham Numa - Eliyahu Offer - Asi Rahamim - Oren Sagron - Liron Zarko Albania - Amarildo Zela Argentina - Carlos Chacana - Claudio Dykstra - Marcos Galarza - Óscar Garré - Martin Šarić | Belarus - Igor Kostrov Belgia - Davy Cooreman Bosnia - Sead Halilović Brazil - Danilo Moreira Serrano - Fabrício de Carvalho Silva - Jefisley André Caldeira - José Duarte - Leandro Simioni - Siston Congo - Jean-Claude Mukanya Croația - Andrija Balajić - Tvrtko Kale - Drazen Madunovic - Đovani Roso - Igor Tomasic Finlanda - Mika Aaltonen Georgia - Georgi Kipiani Rusia - Sergei Gusev - Aleksandr Solop Italia - Marco Di Costanzo Letonia - Aleksandrs Jelisejevs - Armands Zeiberliņš | Macedonia - Zarko Serafimovski Nigeria - Edith Agoye - George Datoru - Peter Emula - Blessing Kaku - Christian Okapela - Femi Opabunmi Polonia - Marek Citko - Remigiusz Jezierski - Miroslav Weiss România - Ovidiu Hoban - Alin Minteuan - Robert Niță - Daniel Scânteie Serbia - Slaviša Čula Ucraina - Viktor Moroz Zambia - Chaswe Nsofwa |